# MAGAV
Il MAGAV (in ebraico:מִשְׁמַר הַגְּבוּל, Mishmar HaGvul) è un corpo militare di gendarmeria all'interno della Polizia Israeliana. Il suo compito principale è il controllo delle frontiere e il fornire sicurezza nelle zone rurali e lungo i confini in cooperazione con la Polizia Israeliana. 
Venne istituito nel 1949 e il nome è l'acronimo di Mishmar-Ha'Gvul cioè "corpo delle guardie di confine". La particolarità del Corpo è di contare tra le sue file membri di confessione non ebraica.

## Storia
La guardia di frontiera israeliana (in ebraico: חיל הספר, Heil HaSfar), che rappresenta il precursore del MAGAV, fu fondata come corpo di polizia sotto il comando del IDF nel 1949, con il compito di garantire la sicurezza nelle aree rurali e lungo i confini dello stato di Israele. Nel corso degli anni il comando di questo corpo, che inizialmente era stato assegnato alle autorità militari, fu successivamente in modo progressivo assegnato alle forze di polizia, fino a quando nel 1953 fu rinominato in MAGAV divenendo a tutti gli effetti una forza di ordine pubblico. Tra i compiti principali della guardia di frontiera nei primi anni dopo la fondazione dello Stato di Israele vi fu quello di evitare possibili infiltrazioni da parte di gruppi estremistici lungo i confini dello stato di Israele compresi tra Egitto e Giordania.
Tuttavia l'operato di questo corpo non fu privo di pesanti critiche da parte dell'opinione pubblica specialmente in seguito al massacro di Kafr Qasim, nel quale persero la vita 48 civili palestinesi, tra i quali vi erano anche donne e bambini. La portata eclatante dell'evento fu tale da scuotere l'opinione pubblica al punto che fu avviata una indagine che portò ad una condanna dei responsabili da parte della corte suprema israeliana. Nonostante questo grave accaduto il corpo non fu disciolto e venne anche impiegato durante la crisi del canale di Suez nel 1956 e più tardi durante la Guerra dei sei giorni. In tali occasioni le forze di questo corpo operarono in cooperazione con le diverse forze armate israeliane. Nel 1974 fu poi fondata una unità apposita del MAGAV per contrastare il terrorismo, la Yamam unit. Da allora il MAGAV ha partecipato a tutte le maggiori operazioni di antiterrorismo messe in atto sul territorio dello stato di Israele, comprese le operazioni nel corso del 2005 per contrastare la seconda intifada.
La maggior parte dei membri del MAGAV viene impiegata nell'area di Gerusalemme, dove opera il 20% del personale. Oltre ad operare sul territorio israeliano il MAGAV conduce operazioni di polizia anche all'interno dei territori palestinesi nelle città di Jenin, Nablus, Gerico, Qalqilya, Tulkarem, Ramallah ed Hebron.
Attualmente il corpo dispone tra ufficiali e sottufficiali di circa 6000 tra uomini e donne.

## Struttura

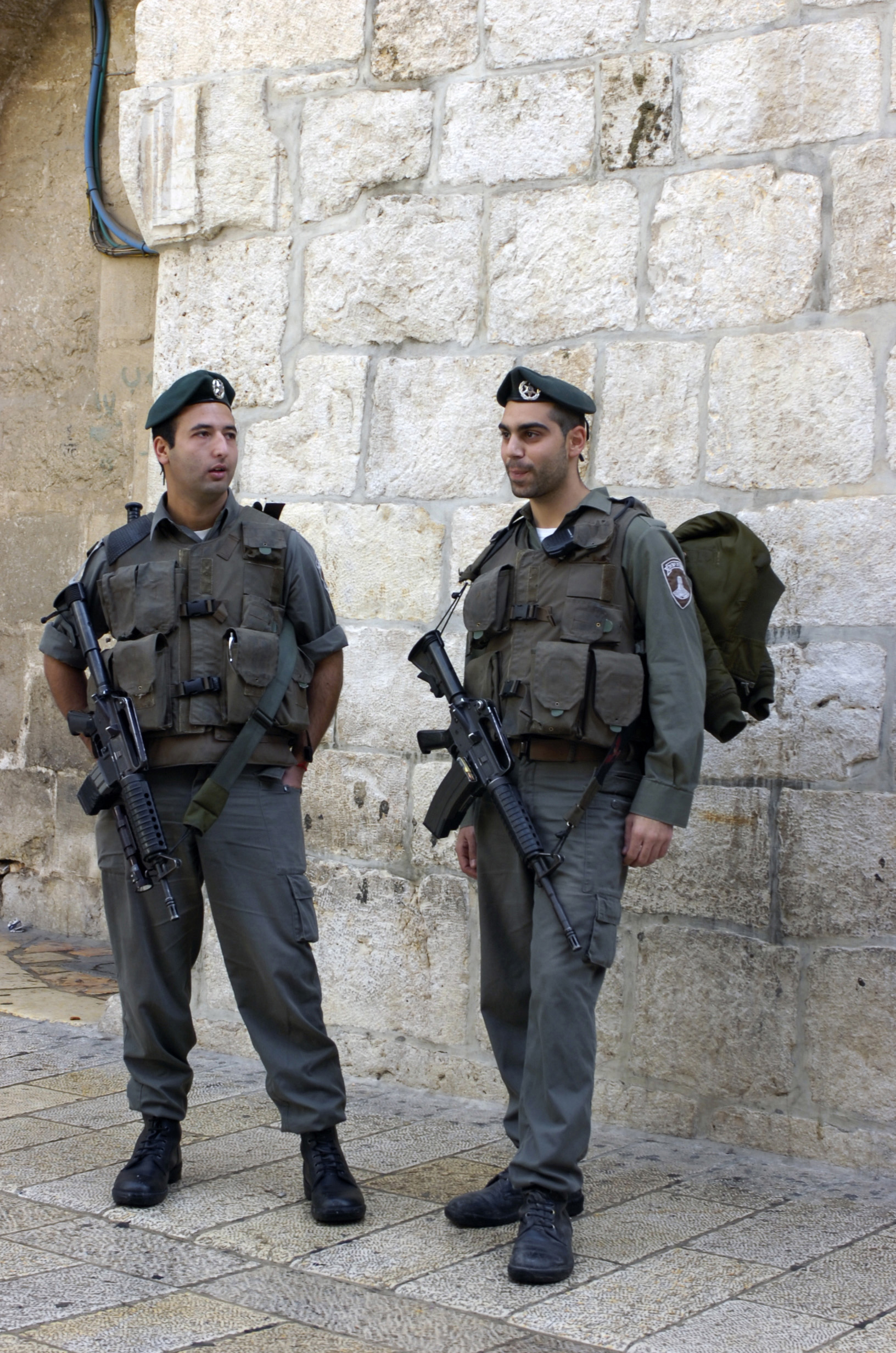
Uomini del MAGAV a Gerusalemme nel 2007. L'uomo a sinistra è armato di una Colt M733 mentre quello a destra di una Colt M727, entrambe in 5.56x45 mm

Il corpo è composto da ufficiali esperti professionisti e da reclute che servono all'interno del MAGAV invece di prestare il loro servizio militare nelle forze armate. Tutti i membri di questo corpo ricevono un addestramento specifico e ricevono anche un addestramento antiterrorismo. Alcuni membri di questo corpo vengono infine addestrati all'uso di fucili di precisione, o come conduttori di cani anti esplosivi.
A causa del loro addestramento i membri di questa unità vengono impiegati in aree a rischio. Nelle competenze del MAGAV rientra anche il compito di garantire la sicurezza degli insediamenti israeliani in cooperazione con la Polizia Rurale (in ebraico: שיטור כפרי, shitur kafri).
Complessivamente il MAGAV dispone di quattro unità speciali: Yamam (unità speciale anti terrorismo specializzate nel liberare ostaggi), Yamas (unità antiterrorismo che opera sotto copertura), Yamag (unità anticrimine) e Matilan (unità con compiti di intelligence).

## Leva e volontariato
Buona parte dei membri di questo corpo sono coscritti dell'età di 18 anni che prestano il loro servizio militare in questo corpo. Tutti i cittadini israeliani di maggiore età, eccezione fatta per quelli di religione musulmana e in passato per gli uomini drusi che servivano in unità create appositamente, possono prestare su base volontaria servizio nel MAGAV invece di servire nelle forze armate. Il periodo di leva è lo stesso come all'interno delle forze armate ed è di tre anni per gli uomini e di due per le donne.
Ciò nonostante il MAGAV può contare su un discreto numero di volontari che servono all'interno del corpo anche dopo il periodo di leva o che si offrono su base volontaria per servire nel MAGAV. Questo permette al corpo di duplicare in caso di necessità le proprie risorse umane disponibili, garantendo sempre un elevato livello di sicurezza nelle aree dove opera. Molti dei volontari sono inoltre cittadini Israeliani recentemente immigrati in Israele, molti dei quali provenienti da Australia, Francia, Germania, Regno Unito, Russia ecc.